# Pandanus crassicollis
Pandanus crassicollis är en enhjärtbladig växtart som beskrevs av Huynh. Pandanus crassicollis ingår i släktet Pandanus och familjen Pandanaceae.
Artens utbredningsområde är Togo. Inga underarter finns listade.